# Tílburi

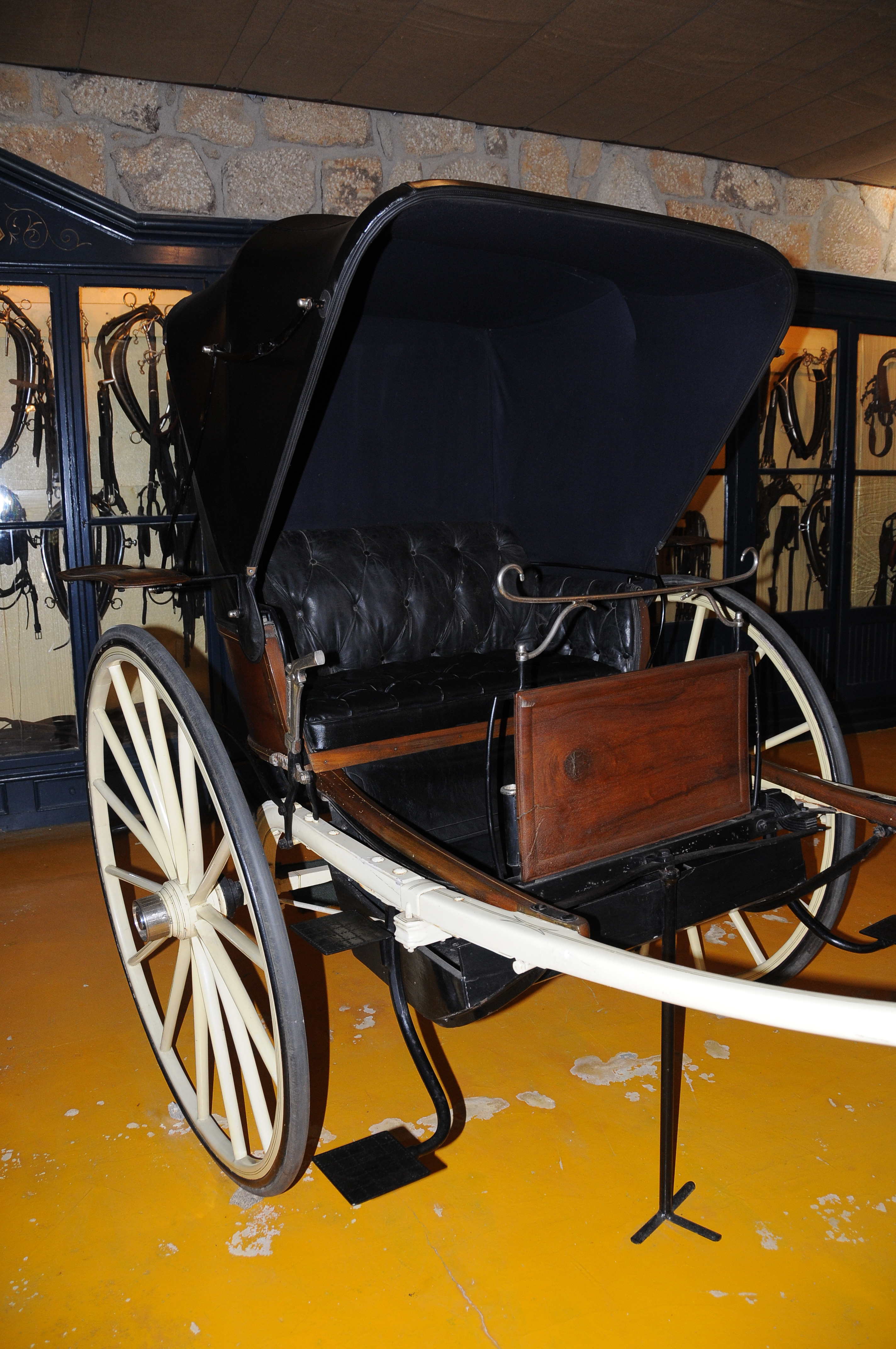
Carruaje tílburi en el Museo de Geraz do Lima, Portugal.

El tílburi es un carruaje de dos ruedas y dos asientos, generalmente sin capota. El sistema de suspensión consta de unas varas que se unen por detrás por un travesaño y con la caja por dos muelles normales a los del eje, unidos entre sí por dos piezas gemelas. Lleva guardabarros de cuero. Tiene ruedas de gran diámetro, de modo que la caja parece que va embutida en ellas, y esto, unido al poco peso del carruaje, lo hace poco estable y fácil de volcar.
Fue desarrollado a principios del siglo XIX por la firma londinense "Tilbury".

## Variedades
- Tílburi de telégrafos. Modelo cuyo montaje se compone de dos muelles de eje que sostienen las varas como en el anterior, pero la caja lleva delante dos pequeños muelles unidos a las varas por dos piezas gemelas y, en la parte de atrás, dos muelles suspendidos de correa y dos manillas en las extremidades de otro muelle transversal, sostenido a su vez en su centro por tres montantes, de los que el central es vertical, y los otros inclinados y simétricos y fijos en el arco que une las varas. El asiento es de respaldo o galería. Tiene concha con guardabarros y cama de capota.
- Tílburi con puerta. Tílburi hecho con una especie de puerta de cuero en la parte delantera que se cierra en dos hojas hasta la altura de las rodillas para resguardar las piernas del frío y que tiene las charnelas a los costados, junto al guardabarros. La puerta va montada sobre cuatro tritones de madera en forma de S.
- Gran tílburi de lujo. Lleva caja con balaustres.
- Pequeño tílburi con capota. La caja va unida a las varas por hierros de escuadra. La montura la forman dos muelles de eje, tan pronto unidos a las varas por brazos en forma de cuello de cisne y con anillas de bolea como unidos a aquellas por una articulación y una gemela. Tiene el inconveniente de necesitar un perfecto equilibrio para evitar el balanceo y ser apropiado el caballo y el arnés. Las abrazaderas de las varas deben tener juego alrededor de éstas.